# Liste der Stolpersteine in Hamburg-Horn
Die Liste der Stolpersteine in Hamburg-Horn enthält alle Stolpersteine, die im Rahmen des gleichnamigen Kunst-Projekts von Gunter Demnig in Hamburg-Horn verlegt wurden. Mit ihnen soll Opfern des Nationalsozialismus gedacht werden, die in Hamburg-Horn lebten und wirkten.
Diese Seite ist Teil der Liste der Stolpersteine in Hamburg, da diese mit insgesamt 7139 (Stand: März 2025) Steinen zu groß würde und deshalb je Stadtteil, in dem Steine verlegt wurden, eine eigene Seite angelegt wurde.
| Adresse                 | Person(en)                      | Inschrift | Bilder | Anmerkung |
| ----------------------- | ------------------------------- | --- | ------ | --- |
| Beim Rauhen Hause 30 ·  | Fanny Borchardt                 | Hier wohnte Fanny Borchardt geb. Hildesheim Jg. 1881 deportiert 1943 Theresienstadt ermordet in Auschwitz                                               |        | Eintrag auf stolpersteine-hamburg.de                                                                                             |
| Beim Rauhen Hause 30 ·  | Alfred Levy                     | Hier wohnte Alfred Levy Jg. 1896 deportiert 1941 Minsk ???                                                                                              |        | Eintrag auf stolpersteine-hamburg.de                                                                                             |
| Beim Rauhen Hause 30 ·  | Anni Levy geb. Borchardt        | Hier wohnte Anni Levy geb. Borchardt Jg. 1909 deportiert 1941 Minsk ???                                                                                 |        | Eintrag auf stolpersteine-hamburg.de                                                                                             |
| Beim Rauhen Hause 30 ·  | Tirze Levy                      | Hier wohnte Tirze Levy Jg. 1939 deportiert 1941 Minsk ???                                                                                               |        | Eintrag auf stolpersteine-hamburg.de                                                                                             |
| Blosweg 1 ·             | Erich Werth                     | Hier wohnte Erich Werth Jg. 1911 verhaftet 1941 KZ Neuengamme tot 3.5.1945                                                                              |        | Eintrag auf stolpersteine-hamburg.de                                                                                             |
| Dunckersweg 8 ·         | Bruno Beutner                   | Hier wohnte Bruno Beutner Jg. 1880 deportiert 1942 Auschwitz ermordet 7.5.1943                                                                          |        | Eintrag auf stolpersteine-hamburg.de                                                                                             |
| Horner Landstraße 69 ·  | Benni Bartfeld                  | Hier wohnte Berni Bartfeld Jg. 1935 abgeschoben 1938 Zbaszyn/Polen ermordet                                                                             |        | Eintrag auf stolpersteine-hamburg.de                                                                                             |
| Horner Landstraße 69 ·  | Jutta Bartfeld                  | Hier wohnte Jutta Bartfeld Jg. 1930 abgeschoben 1938 Zbaszyn/Polen ermordet                                                                             |        | Eintrag auf stolpersteine-hamburg.de                                                                                             |
| Horner Landstraße 69 ·  | Max Moses Jacob Bartfeld        | Hier wohnte Max Moses Jacob Bartfeld Jg. 1897 abgeschoben 1938 Zbaszyn/Polen ermordet                                                                   |        | Eintrag auf stolpersteine-hamburg.de                                                                                             |
| Horner Landstraße 69 ·  | Rosa Bartfeld geb. Bartfeld     | Hier wohnte Rosa Bartfeld geb. Bartfeld Jg. 1901 abgeschoben 1938 Zbaszyn/Polen ermordet                                                                |        | Eintrag auf stolpersteine-hamburg.de                                                                                             |
| Horner Landstraße 195 · | Hedwig Erna Freitag geb. Ludden | Hier wohnte Hedwig Erna Freitag geb. Ludden Jg. 1906 eingewiesen 1942 Heilanstalt Langenhorn ‚verlegt‘ 22.6.1943 Heilanstalt Hadamar ermordet 28.6.1943 |        | Eintrag auf stolpersteine-hamburg.de                                                                                             |
| Horner Landstraße 204 · | Paul Styrnal                    | Hier wohnte Paul Styrnal Jg. 1907 verhaftet 1933 Gefängnis Fuhlsbüttel tot an Haftfolgen                                                                |        | Eintrag auf stolpersteine-hamburg.de                                                                                             |
| Horner Landstraße 314 · | Heinrich Sund                   | Hier wohnte Heinrich Sund Jg. 1935 eingewiesen 1937 Alsterdorfer Anstalten 'verlegt' 1943 Heilanstalt Kalmenhof tot 17.8 1943                           |        | Eintrag auf stolpersteine-hamburg.de                                                                                             |
| Horner Landstraße 407 · | Emma Ertel                      | Hier wohnte Emma Ertel Jg. 1919 eingewiesen 14.8.1943 'Heilanstalt' Am Steinhof/Wien ermordet 4.12.1944                                                 |        | Eintrag auf stolpersteine-hamburg.de                                                                                             |
| Horner Weg 164 ·        | Werner Rosenbaum                | Hier lernte Werner Rosenbaum Jg. 1916 deportiert 1943 Theresienstadt 1944 Sachsenhausen Schicksal unbekannt                                             |        | Eintrag auf stolpersteine-hamburg.de vor dem Eingang der Wichern-Schule Ein weiterer Stolperstein befindet sich in Hamburg-Hamm. |
| Horner Weg 270 ·        | Hildegard Popper                | Hier wohnte Hildegard Popper Jg. 1903 deportiert 1941 Minsk ermordet                                                                                    |        | Eintrag auf stolpersteine-hamburg.de vor dem Eingang                                                                             |
| Horner Weg 270 ·        | Klara Popper                    | Hier wohnte Klara Popper Jg. 1915 deportiert 1941 Minsk ermordet                                                                                        |        | Eintrag auf stolpersteine-hamburg.de vor dem Eingang                                                                             |
| Horner Weg 270 ·        | Oskar Popper                    | Hier wohnte Oskar Popper Jg. 1870 deportiert 1941 Minsk ermordet                                                                                        |        | Eintrag auf stolpersteine-hamburg.de vor dem Eingang                                                                             |
| Horner Weg 270 ·        | Rosalie Popper geb. Aron        | Hier wohnte Rosalie Popper geb. Aron Jg. 1876 deportiert 1941 Minsk ermordet                                                                            |        | Eintrag auf stolpersteine-hamburg.de vor dem Eingang                                                                             |
| Horner Weg 278 ·        | Ernestine Tichauer              | Hier wohnte Ernestine Tichauer Jg. 1891 deportiert 1941 Riga ermordet                                                                                   |        | Eintrag auf stolpersteine-hamburg.de                                                                                             |
| Legienstraße 113 ·      | Erich Kistner                   | Hier wohnte Erich Kistner Jg. 1935 eingewiesen 7.8.1943 'Heilanstalt' Kalmenhof/Idstein ermordet 21.8.1943                                              |        | Eintrag auf stolpersteine-hamburg.de Stein liegt vor der Einfahrt bei Haus 117                                                   |
| Nedderndorfer Weg 4 ·   | Heinrich Brügge                 | Hier wohnte Heinrich Brügge Jg. 1896 eingewiesen 1943 Heilanstalt Mainkofen tot 14.5.1944                                                               |        | Eintrag auf stolpersteine-hamburg.de                                                                                             |
| Rhiemsweg 10 ·          | Martha Baumstein                | Hier wohnte Martha Baumstein Jg. 1891 deportiert 1943 Auschwitz ermordet                                                                                |        | Eintrag auf stolpersteine-hamburg.de im Eingangsbereich                                                                          |
| Snitgerstieg 3 ·        | Kurt Vorpahl                    | Hier wohnte Kurt Vorpahl Jg. 1905 verhaftet 1942 ‚Vorbereitung Hochverrat‘ KZ Fuhlsbüttel hingerichtet 26.6.1944 Untersuchungsgefängnis Hamburg         |        | Eintrag auf stolpersteine-hamburg.de Ein weiterer Stolperstein befindet sich in Hamburg-Neustadt.                                |
| Snitgerstieg 9 ·        | Berthold Hamburger              | Hier wohnte Berthold Hamburger Jg. 1933 ausgewiesen 1936 Slowakei erschossen 1944 bei Banska Bystrica                                                   |        | Eintrag auf stolpersteine-hamburg.de                                                                                             |
| Snitgerstieg 9 ·        | Grete Hamburger                 | Hier wohnte Grete Hamburger Jg. 1936 ausgewiesen 1936 Slowakei erschossen 1944 bei Banska Bystrica                                                      |        | Eintrag auf stolpersteine-hamburg.de                                                                                             |
| Snitgerstieg 9 ·        | Gusta Hamburger geb. Vogel      | Hier wohnte Gusta Hamburger geb. Vogel Jg. 1898 ausgewiesen 1936 Slowakei erschossen 1944 bei Banska Bystrica                                           |        | Eintrag auf stolpersteine-hamburg.de                                                                                             |
| Snitgerstieg 9 ·        | Kurt Hamburger                  | Hier wohnte Kurt Hamburger Jg. 1924 ausgewiesen 1936 Slowakei erschossen 1944 bei Banska Bystrica                                                       |        | Eintrag auf stolpersteine-hamburg.de                                                                                             |
| Snitgerstieg 9 ·        | Leo Hamburger                   | Hier wohnte Leo Hamburger Jg. 1898 ausgewiesen 1936 Slowakei erschossen 1944 bei Banska Bystrica                                                        |        | Eintrag auf stolpersteine-hamburg.de                                                                                             |
| Snitgerstieg 9 ·        | Susanne Hamburger               | Susanne Hamburger Jg. 1939 erschossen 1944 bei Banska Bystrica                                                                                          |        | Eintrag auf stolpersteine-hamburg.de                                                                                             |
| Tribünenweg 10 ·        | Willy Brachmann                 | Hier wohnte Willy Brachmann Jg. 1903 verhaftet 1938 ‚unangepasstes Verhalten‘ KZ Börgermoor 1940 KZ Sachsenhausen deportiert Auschwitz befreit          |        | Eintrag auf stolpersteine-hamburg.de                                                                                             |
| Washingtonallee 50 ·    | Erna Nathan                     | Hier wohnte Erna Nathan Jg. 1894 deportiert 1941 Riga ermordet                                                                                          |        | Eintrag auf stolpersteine-hamburg.de                                                                                             |
| Washingtonallee 50 ·    | Lilli Nathan                    | Hier wohnte Lilli Nathan Jg. 1891 deportiert 1941 Riga ermordet                                                                                         |        | Eintrag auf stolpersteine-hamburg.de                                                                                             |